# Otto von Wolframsdorf
Wolf Otto von Wolframsdorf (* 13. Januar 1803 auf Schloss Heuckewalde; † 8. April 1849 auf Schloss Ammelshain) war ein deutscher Architekt und Baumeister, der im Königreich Sachsen vor allem in dessen Haupt- und Residenzstadt Dresden wirkte.

## Leben
Otto von Wolframsdorf entstammte dem Adelsgeschlecht Wolframsdorf, das mit den Gutsbesitzern von Heuckewalde, dem Adelsgeschlecht Herzenberg, verschwägert war. Ab 1823 besuchte er die Bauschule der Dresdner Akademie, wo der Maler, Zeichner und Kupferstecher Johann Gottfried Jentzsch zu seinen Lehrern gehörte. Im Jahr 1827 trat von Wolframsdorf als Eleve ins Dresdner Hofbauamt ein. Dort wurde er 1831 Hofbauamtskondukteur, 1838 Hofbaumeister und 1843 wirklicher Hofbaumeister. Der Maler Ferdinand von Rayski fertigte um 1841 ein Porträt von ihm an. Seinen Wohnsitz hatte von Wolframsdorf in der Johannisgasse nahe dem Georgplatz und später im Brühlschen Palais an der Augustusstraße.

## Werke

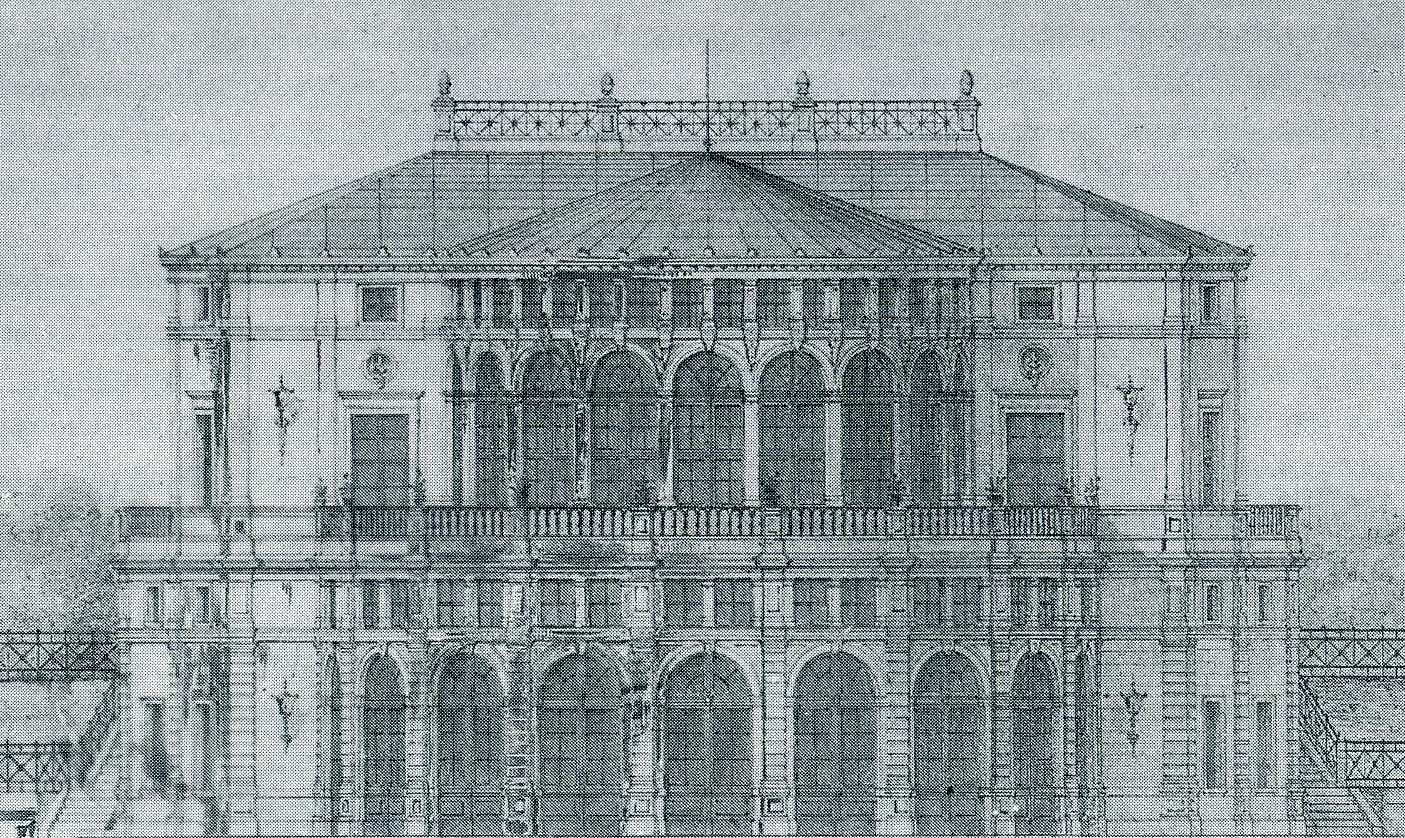
Otto von Wolframsdorfs Entwurf für das 1842 errichtete Belvedere auf der Dresdner Jungfernbastei

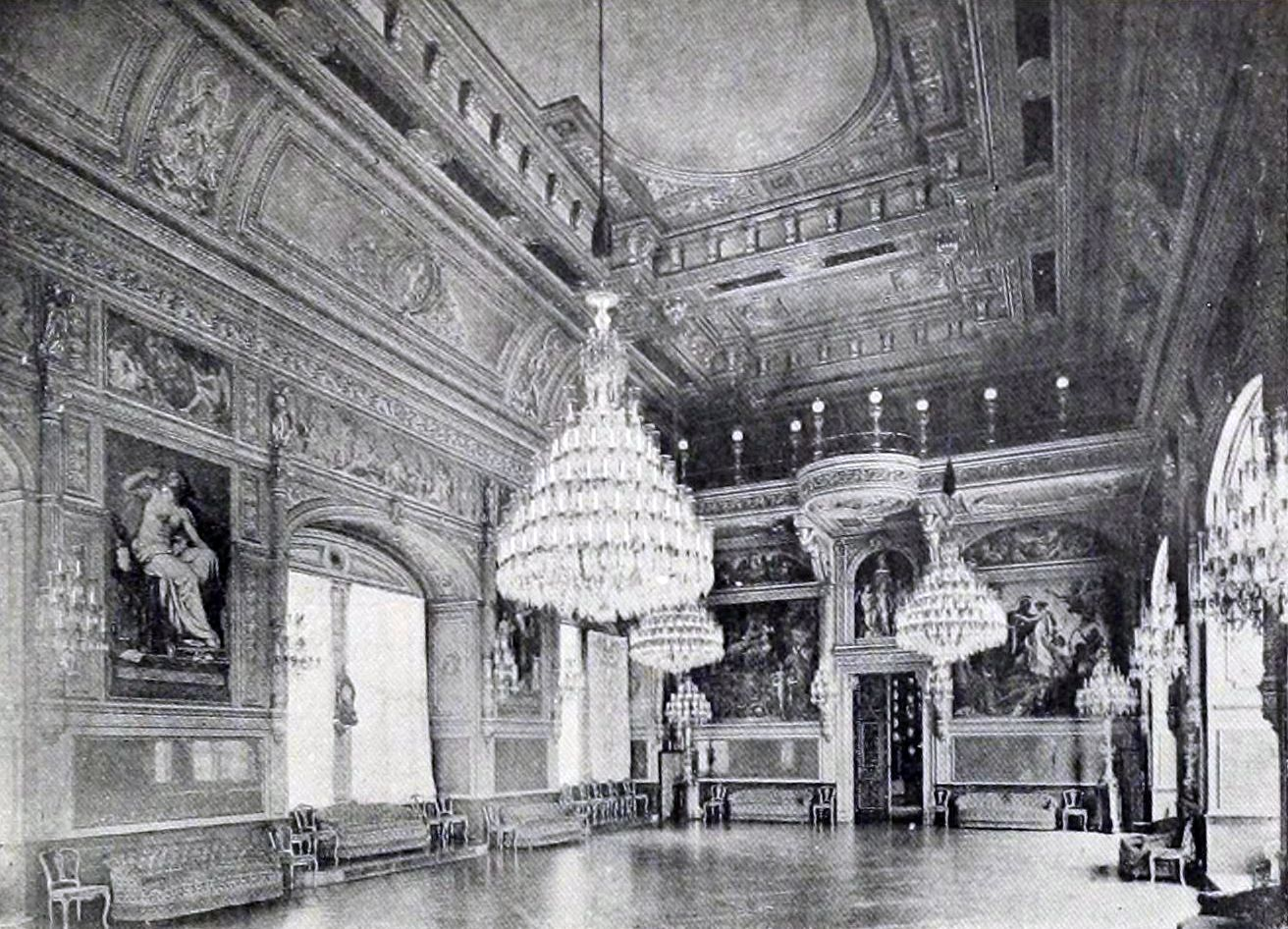
Festsaal des Dresdner Schlosses nach dem Umbau durch Wolframsdorf

In von Wolframsdorfs Verantwortungsbereich am Hofbauamt fielen zunächst die königlichen Schlösser und Gärten Moritzburg, Pillnitz und Großsedlitz, für deren baulichen Unterhalt er tätig war. In den Jahren 1833/34 wirkte er am Umbau des Georgentors in Dresden mit. Im Jahr 1834 wurde er mit Umbauplanungen für das Opernhaus am Zwinger beauftragt, da sich das Morettische Opernhaus als zu klein erwiesen hatte. Zudem legte er ab 1838 Entwürfe zur Umgestaltung des zweiten Obergeschosses im Residenzschloss Dresden vor. Um 1839 fertigte er Entwürfe für einen Museumsbau als Überformung des Dresdner Johanneums.
Als Glücksfall für Dresden erwies sich die gegenseitige Befruchtung der Arbeiten von Wolframsdorfs und Gottfried Sempers, der ab 1834 als Professor der Baukunst an die Königliche Akademie der bildenden Künste zu Dresden wirkte. So war von Wolframsdorf 1841 am Bau von Sempers Königlichem Hoftheater beteiligt. Doch beide Architekten standen offenbar in Konkurrenz zueinander: Während Semper im Rahmen des um 1837 von ihm überarbeiteten, einst von Matthäus Daniel Pöppelmann erdachten Forumplans den Bau einer Orangerie zwischen Zwinger und Hoftheater favorisierte, was offenbar aus Brandschutz- und Kostengründen auf Ablehnung stieß, setzte sich von Wolframsdorf mit seinem Entwurf einer Orangerie in Der Herzogin Garten, auf der anderen Seite des Zwingers, durch.
Dieser 1841 errichtete Neorenaissancebau aus Sandstein war ursprünglich 114 m lang, 15 m breit und 8 m hoch. Er hatte 21 hohe Stichbogenfenster auf seiner dem Garten zugewandten Südostseite und eine reich gegliederte Fassade, die mit Marmorinkrustationen akzentuiert war. Im Jahr 1945 wurde das Gebäude bei den Luftangriffen auf Dresden zerstört. Erhalten blieb nur der Kopfbau an der Ostra-Allee. Dieser allerdings befindet sich nicht mehr an seinem originalen Standort: Um für die Bauvorbereitungen des nahen Schauspielhauses den Weißeritzmühlgraben in ein Gewölbe an den südwestlichen Straßenrand der Ostra-Allee verlegen zu können, wurde die Orangerie 1907 um zwei Achsen eingekürzt, der Kopfbau abgebaut und anschließend – um neun Meter nach Südwesten versetzt – wieder aufgebaut. Seit 2014 läuft der Wiederaufbau des Orangeriegebäudes als Wohnhaus.
Das 1842 nach von Wolframsdorfs Plänen erbaute vierte Belvedere auf der Jungfernbastei lehnte sich stilistisch an die italienische Renaissance und im Grundriss an das Opernhaus von Gottfried Semper an. Es hatte zwei Festsäle, Gesellschaftszimmer und eine Aussichtsgalerie. Wie sein Vorgängerbau, das dritte Belvedere, wurde es als Gaststätte genutzt, jedoch 1945 bei den Luftangriffen auf Dresden zerstört. Ein Wiederaufbau des Belvederes stand wiederholt zur Debatte, wurde allerdings bislang (Stand: 2018) nicht umgesetzt.
Für das Café Reale, ein Kaffeehaus auf der Brühlschen Terrasse nahe dem Belvedere, lieferte von Wolframsdorf die Pläne im Jahr 1843. Das Gebäude wurde einem griechischen Tempel nachempfunden und besaß drei Salons, von denen einer als Verkaufsraum genutzt wurde. Weitere Räume waren als Spiel-, Raucher- und Konversationszimmer angelegt. Im Jahr 1886 wurde das Gebäude für den Bau der Kunstakademie abgerissen.
Im frühklassizistischen Palais Hoym an der Landhausstraße, das seit 2018 wiederaufgebaut wird, schuf von Wolframsdorf anstelle des bisherigen Saals für den Dresdner Geselligkeitsverein Harmonie einen größeren Saal, der zu den größten Konzert- und Theatersälen Dresdens gehörte. Auch in anderen herrschaftlichen Gebäuden Dresdens wirkte er als Innenarchitekt, so im Taschenbergpalais, wo er von 1843 bis zu seinem Tod tätig war.

## Ausstellung
Das Landesamt für Denkmalpflege Sachsen erinnerte von Oktober bis Dezember 2003 an von Wolframsdorf mit einer Ausstellung anlässlich seines 200. Geburtstags. Im Foyer des Landesamts im vierten Obergeschoss des Sächsischen Ständehauses, das sich am Standort von Wolframsdorfs einstigem Wohnhaus Palais Brühl befindet, waren unter anderem Studienarbeiten aus seiner Akademiezeit und Architekturzeichnungen zu verschiedenen Projekten zu sehen.